# Margay
Margay (Leopardus wiedii) je menší kočkovitá šelma, která žije v tropických lesích a křovinatých oblastech od Mexika po Jižní Ameriku.

## Taxonomie
Uváděno je 11 poddruhů.
- Leopardus wiedii amazonicus Cabrera, 1917 (výskyt: horní Amazonie)
- L. w. boliviae Pocock, 1941 (svahy And)
- L. w. cooperi Goldman, 1943 (jihovýchodní Texas a sousedící regiony v Mexiku)
- L. w. glauculus Thomas, 1903 (suché oblasti v Mexiku); včetně ssp. oaxacensis
- L. w. nicaraguae J. A. Allen, 1919 (Střední Amerika); včetně ssp. salvinius
- L. w. oaxacensis Nelson & Goldman, 1931 (suché oblasti v Mexiku); včetně ssp. glauculus
- L. w. pirrensis Goldman, 1914 (Panama)
- L. w. salvinius Pocock, 1941 (Střední Amerika); včetně ssp. nicaraguae
- L. w. vigens Thomas, 1904 (severovýchodní Brazílie až Guyana)
- L. w. wiedii Schinz, 1821 (jihovýchodní Brazílie až Argentina)
- L. w. yucatanicus Nelson & Goldman, 1931 (deštné lesy v Mexiku)

Dřívější národní názvy: kočka dlouhoocasá, ocelot dlouhoocasý.

## Velikost
- Délka těla ke kořeni ocasu: 50–72 cm (46–79 cm)
- Délka ocasu: 35–49 cm (23–52 cm)
- Hmotnost: 2,5–4 kg (2,3–4,9 kg)

## Rozšíření
- Severní Amerika: Belize, Guatemala, Honduras, Kostarika, Mexiko, Nikaragua, Panama, Salvador; nejistý výskyt: USA;
- Jižní Amerika: Argentina, Bolívie, Brazílie, Ekvádor, Francouzská Guyana, Guyana, Kolumbie, Paraguay, Peru, Surinam, Uruguay, Venezuela.[3]

V Jižním Texasu byl vyhuben.

## Biotop
Tropické deštné pralesy a opadavé listnaté lesy, pralesy podél řek.

## Popis
Margay je menší než jeho blízký příbuzný ocelot velký. Srst je krátká, hladká a žlutohnědá, bílá naspodu těla, hrudi a krku. Tmavá kresba je podobná jako u ocelota a táhne se podél hřbetu a na boky. Ocas je pruhovaný. Zadní strana uší je tmavá, se světlou skvrnou. Nohy i ocas jsou dlouhé. Není pohlavně dimorfní. 

## Chování
Pohybuje se převážně po zemi, ale významnou část života tráví na stromech. Je plachý a žije skrytě. Je dobře vybaven k tomu, aby se skryl v koruně stromu, než se setmí natolik, aby se mohl vydat lovit. (Mexická studie prokázala nejvyšší aktivitu mezi 18. hodinou a 4. hodinou ranní.) Dokáže slézat po kmeni hlavou dolů, a to díky neobyčejně pružným zadním nohám, které mu umožňují přetočit se a pevně se zachytit kůry. (Jiné kočkovité šelmy než margay a levhart obláčkový to nedokáží.) Při sestupu mu napomáhá dlouhý ocas. Díky této schopnosti má větší příležitost k lovu a rozmanitější jídelníček.
Mimořádně dlouhý a těžký ocas pomáhá margayovi také v balancování při pohybu ze stromu na strom.

### Rozmnožování
Samice může ovulovat spontánně. Březost samice trvá 76–85 dní, rodí jedno mládě, vzácně dvě. Na rozdíl od jiných druhů divokých koček má samice pouze jeden pár mléčných žláz. Porodní hmotnost mláďat je 84–170 gramů, oči se jim otevírají zhruba ve dvou týdnech věku. Jsou tmavěji zbarvená než dospělí. Odstavena bývají přibližně po dvou měsících a sexuální zralosti doshují asi ve dvou letech.

### Potrava
Loví převážně na zemi, ovšem na stromech loví také. Převážnou část potravy tvoří hlodavci. Kořistí jsou například myši, krysy, veverky, vačice, králíci, mladí lenochodi, ptáci, ještěrky a jiní plazi či bezobratlí. Většina potravních studií vycházela z analýzy obsahu žaludku a trusu. Konzumuje také ovoce, trávu a jinou vegetaci, která nejspíše pomáhá trávení.

## Margay v českých a slovenských zoo
V ČR chovají margaye Zoo Brno, Zoo Jihlava, Zoologická zahrada Děčín – Pastýřská stěna a Zoo Liberec. Na Slovensku je chován v Zoo Košice.

## Zajímavosti
- V roce 2018 zaznamenali vědci první dva melanické jedince, a to v Kolumbii a v Kostarice.[4]
- Přitažlivý vzhled margaye způsobil, že se ho lidé pokoušeli zdomácnět, ale jen s malým úspěchem, protože nemá rád omezování ani domácí prostředí.